# Bokbier (gevelsteen)
Bokbier is een geveltableau in Amsterdam-Oost.
Beeldhouwster Gerarda Rueter maakte voor de nieuwbouw aan Maurtskade 11/14 uit circa 1931 een beeldhouwwerk in de vorm van een reliëf met bokken, korenaren, hopbellen en hopbladeren. De laatste drie zijn ingrediënten voor bokbier en dan speciaal Amstel Bock van Amstel. Het gebouw dat het tableau draagt is het voormalige kantoor van de Amstelbrouwerij. De bok heeft in sommige verklaringen van bok uit bier wel te maken met de naam bokbier, maar volgens even zovelen weer niet.
Amstelbier vertrok hier rond 1982 mede door stankoverlast, waarbij alle gebouwen werden gesloopt op dit kantoorgebouw na. Het is in de 21e eeuw in gebruik van de modeafdeling van de Hogeschool van Amsterdam. Het gebouw is sinds 2008 een gemeentelijk monument.

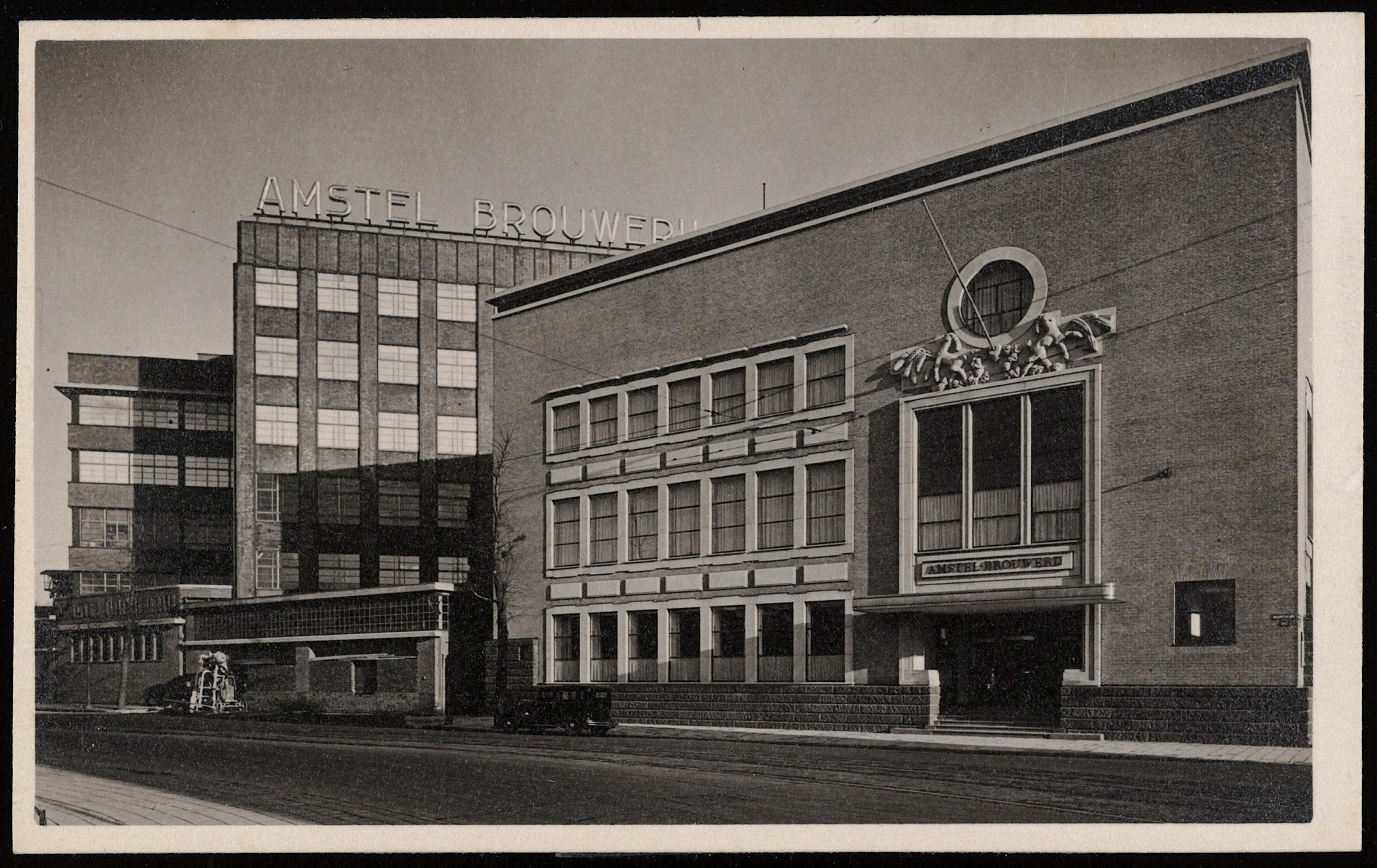
Reliëf in 1936